# Непокора (злочин проти правосуддя)
Непокора — злочин проти правосуддя, за який передбачається кримінальна відповідальність за 391 статтею Кримінального кодексу України. Злочин полягає у злісній непокорі вимогам адміністрації установ виконання покарань (або іншій протидії адміністрації у законному здійсненні її функцій); слід відрізняти даний злочин від злочину, за який відповідальність передбачена у 402 статті Кримінального кодексу.

## Склад злочину
- Об'єктом злочину є нормальна діяльність установ виконання покарань (у статті зазначається, що злочин стосується виправних центрів та виправних або виховних колоній).
- Об'єктивна сторона злочину виражається або в непокорі, або в іншій протидії адміністрації у законному здійсненні її функцій.
  - Непокора — відкрита відмова засудженого від виконання конкретних вимог представника адміністрації виправної установи, який мав право пред'явити таку вимогу, а засуджений був зобов'язаний і міг її виконати, але умисно не виконав. Непокора є злісною у випадку, коли відмова від виконання чітких, конкретно сформульованих і законних вимог адміністрації установи була неодноразовою, демонстративною чи зухвалою[1][2].
  - Іншою протидією адміністрації у законному здійсненні її функцій можуть вважатися в умисних діях, спрямованих на перешкоду нормальній праці засуджених, на здійснення заходів згідно з правилами внутрішнього розпорядку тощо.
  - Представниками адміністрації є особи, які уповноважені застосовувати до засуджених заходи заохочення і стягнення. Злочин є закінченим з моменту вчинення описаних діянь.
- Суб'єктивна сторона злочину характеризується прямим умислом.
- Суб'єктом злочину може бути лише особа, засуджена до обмеження чи позбавлення волі, якщо протягом року вона була піддана стягненню у виді переведення до одиночної камери чи переведення на суворіший режим відбування покарання.

## Відповідальність
У статті 68 Кримінально-виконавчого кодексу України (заходи стягнення щодо особи, засудженої до обмеження волі) не визначено дисциплінарну відповідальність у вигляді переведення на суворіший режим за порушення вимог відбування покарання або переведення в одиночну камеру. Тому відповідальність за вчинення цих дій під час відбування покарання у виді обмеження волі фактично не визначена, у той час як систематичне порушення громадського порядку чи встановлених правил проживання при відбуванні покарання у виді обмеження волі передбачена кримінальна відповідальність за 390 статтею КК. 
У 391 статті кримінальна відповідальність за злочин передбачена у виді позбавлення волі на строк до трьох років.
За період з 2010 року до 2019 року винесено 854 вироки за статтею 391 КК, з яких 775 винесено за відмову від виконання певних обов'язків (найбільше за відмову від прибирання приміщень — 479 вироків, виконання робіт з благоустрою — 108 вироків).
Наявність цієї статті у Кримінальному кодексі, її формулювання та застосування неодноразово були об'єктом критики, озвучувалися заклики до вилучення статті з Кримінального кодексу.

## Злочин в інших країнах
- В Кримінальному кодексі Російської Федерації подібний (чи аналогічний) злочин відсутній.
- В Кримінальному кодексі Білорусі наявний аналогічний злочин (411 стаття): «Злісна непокора вимогам адміністрації виправної установи, що виконує покарання у вигляді позбавлення волі» (так само, як і в Україні — після застосування дисциплінарних стягнень). Кримінальна відповідальність виражена позбавленням волі на строк до одного року, а за обставин, які обтяжують покарання, — до двох років.
- Схоже визначення є у Кримінальному кодексі Молдови, у статті № 321: «Непокора із застосуванням насильства вимогам адміністрації пенітенціарної установи». Покарання — позбавлення волі на строк до п'яти років.
- У Кримінальному кодексі Грузії існує кримінальна відповідальність за ч.1 ст. 378, серед іншого, за «непокору законним вимогам співробітника пенітенціарної установи, що супроводжується погрозою смерті, шкоди здоров'ю або майну»; карається позбавленням волі до трьох років.
- Не знайдено аналогічних складів злочину у Кримінальному кодексі В'єтнаму, Туркменістану (глава 24), а також у Кримінальному кодексі Нової Зеландії.